# 山鹿城 (肥後国)
山鹿城（やまがじょう）は、熊本県山鹿市（肥後国山鹿郡）にあった中世の日本の城（丘城）。

## 立地・構造
山鹿市山鹿字温泉の低丘陵に位置し、跡地には清滝神社や光専寺、圓頓寺などがある。東側には南北方向に堀切が設けられ、南の急崖の外側には大規模な空堀と土塁があった。西側と北側は崖となっている。大正時代に鹿本鉄道の引込線を敷設した際に東南の土塁を崩している。また、山鹿氏の居館は現在の光専寺境内にあったという。

## 歴史
菊池氏の庶流にあたる山鹿氏が代々の居城とした。築城時期は不明だが正平6年（1351年）に懐良親王と敵対していた記録があり、南北朝時代には北朝に属していた。天正12年（1584年）に島津氏に降伏したが、進駐の際に小ぜり合いが生じている。肥後国人一揆で城主の山鹿重安が城村城に篭城した天正15年（1587年）、またはその翌年に廃城となった。